# Нердкор
Нердкор (англ. nerdcore) — направление в хип-хоп-музыке, характеризующееся темами и содержанием в песнях, считающихся интересными для нердов. Жанр получил своё название в 2000 году после выхода трека MC Frontalot Nerdcore Hiphop. MC Frontalot, подобно большинству нердкор-исполнителей, загружает свои работы в Интернет для свободного скачивания.
Треки в этом жанре имеют различную тематику — от политики до научной фантастики. Наиболее часто упоминающиеся темы в песнях — Звёздные войны, фэнтези, компьютеры.
По содержанию нердкор родственен жанру филк, и во многом с ним смешивается. Некоторые исполнители хип-хопа выпускают треки с тематикой нердкора, однако не относятся к этому жанру. Примером может служить группа Blackalicious, музыку которой относят к альтернативе. С другой стороны, MC Frontalot, являющийся самым известным нердкор-исполнителем, не фокусирует свои песни на нердкор-тематике. Во многом все зависит от самоопределения.

## Звучание
В отличие от тематики, звучание в жанре не определено, и произвольно меняется у разных исполнителей. Хотя имеется одна общая черта — в основе нердкора лежит не живой инструментал, а семплирование. Основоположником семплирования в нердкоре является MC Frontalot, положивший начало этому стилю построения звучания в песне 1999 года Good Old Clyde. Нердкор-исполнители семплируют различные музыкальные работы — от треков Vanilla Ice до композиций Моцарта. YTCracker положил начало семплированию жанра 8-bit. Однако позже MC Frontalot начал склонять свою музыку в сторону коммерциализации, из-за недостаточного интереса RIAA к нердкору.

## История
Впервые термин появился в 2000 году, однако ещё до этого тематику нерд-культуры в хип-хопе поднимали Kool Keith, Deltron 3030, MC 900 Ft. Jesus, MC Paul Barman и MF Doom, хотя этих исполнителей и не относят к нердкору.
Успех к жанру пришёл в 2004 году, когда стали популярны работы MC Frontalot и Optimus Rhyme. Примерно в это же время начинают широко использовать термин «нердкор». Вскоре от нердкора отделяется жанр geeksta rap, основной тематикой которого стали компьютерные технологии, что и привело к расколу в среде нердкор-исполнителей и бифу между MC Plus+ и Monzy.
В 2006 году нердкор-исполнитель High-C создал веб-сайт, целиком посвящённый нердкору — NerdcoreHipHop.org, на котором быстро собралась многочисленная аудитория. Вскоре после этого High-C создал первую в истории хип-хопа нердкор-компиляцию. Сборник назывался «Rhyme Torrents Compilation»; он привлек внимание мейнстрима к нердкору.
Каждый год исполнители нердкора собираются на фестиваль музыкальной благотворительности Nerdapalooza в Орландо.
В 2009 году в Амстердаме прошла премьера документального фильма Nerdcore For Life.
В 2014 году появилась российская группа Научно Технический Рэп aka НТР в составе которой Влад Горелов, Евгений Голланд и Ольга Кочергина. С тех пор выпустила 4 студийных альбома и множество синглов.